# Territórios da República Democrática do Congo

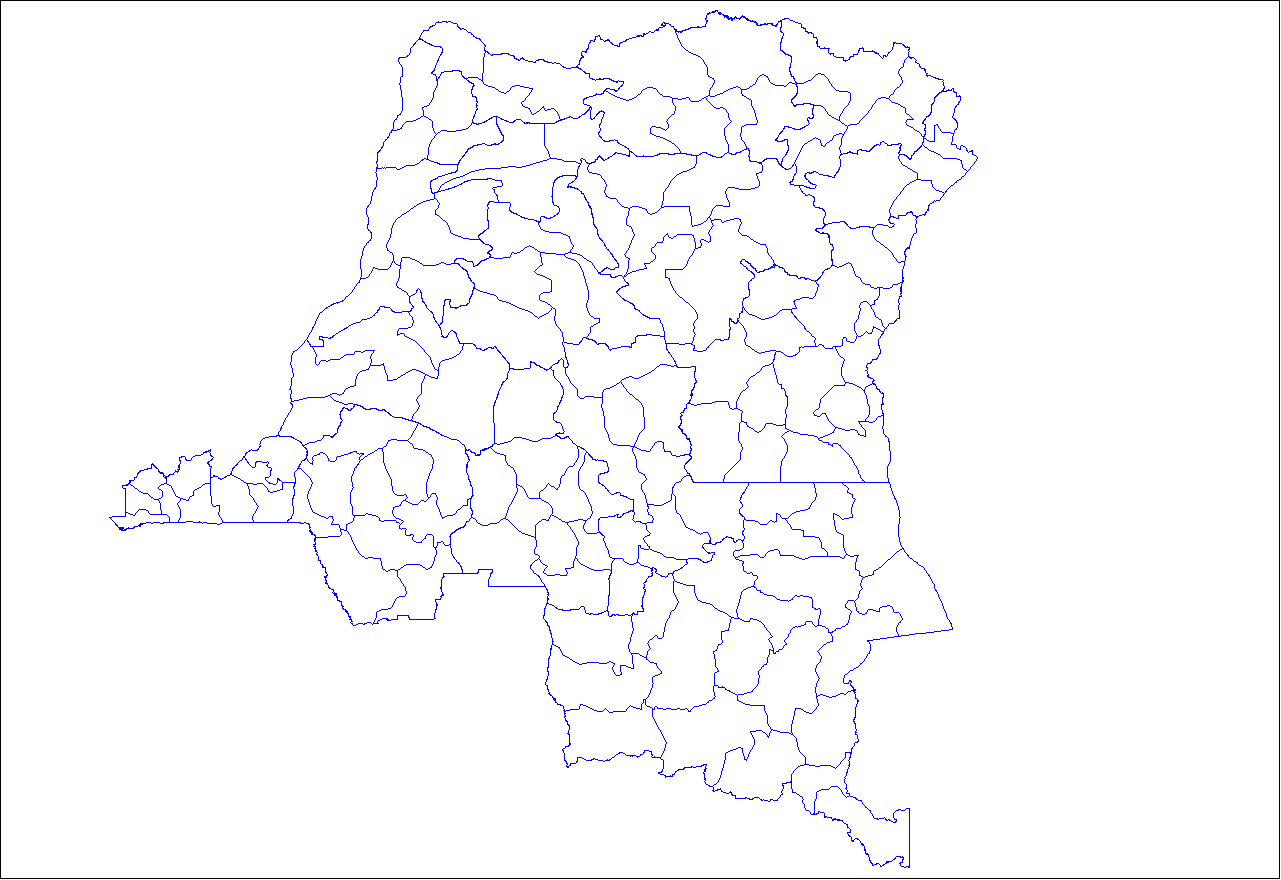
Territórios da República Democrática do Congo

- Ver:Subdivisões da República Democrática do Congo

As províncias da República Democrática do Congo são divididas em 192 territórios (fr. territoires, sing. territoire). Os territórios estão listados abaixo, em ordem alfabética: